# Zakea Dolphin Mangoaela
Zakea Dolphin Mangoaela (Hohobeng, Cap de Bonne-Espérance, février 1883-25 octobre 1963) était un écrivain en sotho et folkloriste sud-africain. 
Il grandit au Lesotho (Basutoland, à l'époque) et étudie au Basutoland Training College, où il devient professeur. Il est l'un des plus importants écrivains sud-africains.

## Livres
- Lithoko tsa Marena a Basotho, 1921
- Ar'a libatana le lenyamatsane
- Co-authored Grammar of the Sesuto language. Bantu studies Vol. III. (Johannesburg: University of Witwatersrand press, 1927).